# Стшельці-Краєнські (гміна)
Гміна Стшельце-Краєнське (пол. Gmina Strzelce Krajeńskie) — місько-сільська гміна у північно-західній Польщі. Належить до Стшелецько-Дрезденецького повіту Любуського воєводства.
Станом на 31 грудня 2011 у гміні проживало 17542 особи.

## Площа
Згідно з даними за 2007 рік площа гміни становила 318.57 км², у тому числі:
- орні землі: 53.00%
- ліси: 38.00%

Таким чином, площа гміни становить 25.52% площі повіту.

## Населення
Станом на 31 грудня 2011:
| Опис     | Загалом | Загалом | Чоловіки | Чоловіки | Жінки | Жінки |
| -------- | ------- | ------- | -------- | -------- | ----- | ----- |
| одиниця  | осіб    | %       | осіб     | %        | осіб  | %     |
| все      | 17542   | 100     | 8577     | 48.89    | 8965  | 51.11 |
| міське   | 10242   | 100     | 4900     | 47.84    | 5342  | 52.16 |
| сільське | 7300    | 100     | 3677     | 50.37    | 3623  | 49.63 |

## Сусідні гміни
Гміна Стшельце-Краєнське межує з такими гмінами: Барлінек, Бежвник, Добеґнев, Звежин, Клодава, Кшенцин, Пелчице, Санток, Старе Курово.